# Ahipara

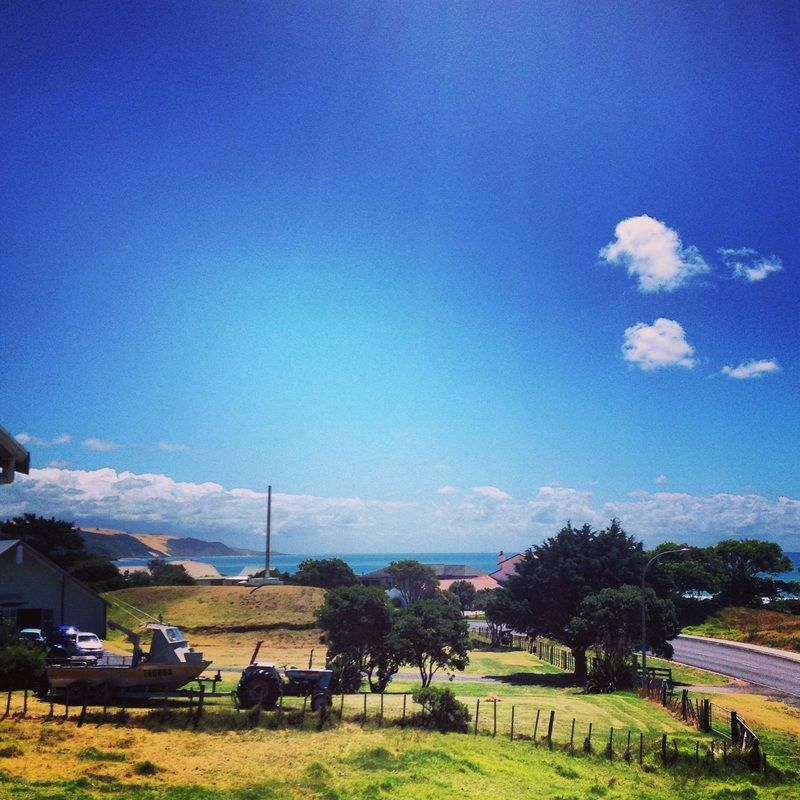
Marae ‘Korou Kore’ – localisé à la base de ‘Whangatauatia Maunga, dominant la Ninety Mile Beach ou Te-Oneroa-a-Tōhē.

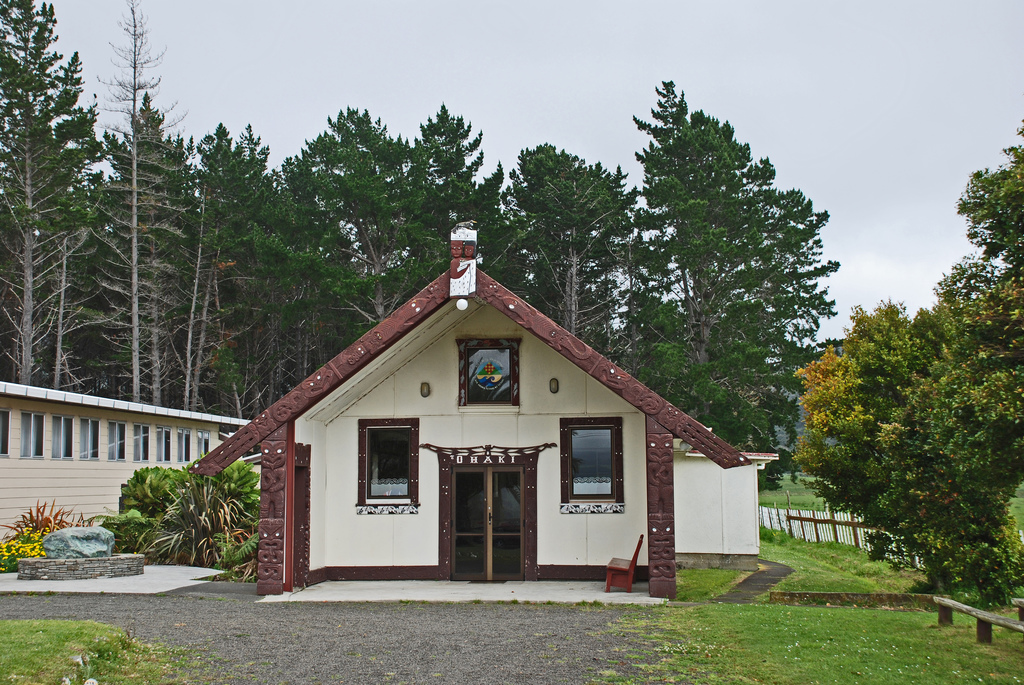
Te Ohaki Wharenui, marae Roma.

Ahipara est une localité de la région du Northland, située dans le nord de l’île du Nord de la Nouvelle-Zélande.

## Situation
Elle est localisée à l’extrémité sud de la Ninety Mile Beach, avec la péninsule de Tauroa à l’ouest et la forêt d’Herekino à l’est. La baie d’Ahipara se trouve au nord-ouest. La ville de Kaitaia est située à 14 km vers le nord-est et la ville de Pukepoto est entre les deux.

## Population
La population était de 1065 habitants lors du recensement de 2013 en diminution de 57 résidents par rapport à 2006.

## Toponymie
Le nom vient du mot en langue Māori : ahi, signifiant feu et para, une grande fougère et peut être traduit par « un feu pour cuire avec des fougères ».

## Histoire et culture

### Colonisation pré-européenne
Avant la fin du XVIIIe siècle, le secteur était appelé Wharo, ce qui signifiait étendu en dehors (« stretched out »). Ce nom avait pour origine le fait que le chef Tohe avait donné l’ordre à un esclave de mesurer la distance dont la marée était descendue en comptant le nombre de longueurs de bras à partir de la haute mer.

### Colonisation européenne
La région était populaire parmi les chercheurs de gomme de kauri (en) à la fin du XIXe siècle et au début du XXe siècle. L’Ahipara Gumfields Historic Reserve se trouve au sud de la ville.
Shipwreck Bay (ou Te Kōhanga en langue Māori), à la pointe sud d’Ahipara Bay, renferme un certain nombre d’épaves visibles à marée basse.
La Baie d’Ahipara était autrefois bien connue pour ses coquillages et en particulier les Paphies ventricosa ou toheroa mais leur cueillette est limitée en raison de leur quasi-extinction,.

### Marae
La ville d’Ahipara est située dans le rohe (zone tribale) de Te Rarawa (en), avec une forte affiliation avec l’iwi.
Elle possède troismaraes affiliés avec le hapū de Te Rarawa :
- Korou kore Marae et la maison de rencontre de Ngāti Moroki sont affiliés avec les Ngāti Moroki (en)[9].
- Roma Marae et la maison de rencontre de Te Ōhākī sont affiliés avec les Ngāti Pākahi (en), Ngāti Waiora (en), Parewhero (en) et Te Patukirikiri (en)[10].
- Le Marae de Ngāti Moetonga ou Wainui la maison de rencontre de Ngāti Moetonga sont affiliés avec les Ngāti Moetonga et les Te Rokeka (en)[11],[12],[13].

Un autre marae local, nommé Wainui Marae et la maison de rencontre : Ngātiruamahue sont affiliés avec les Ngāpuhi / Ngāti Kahu ki Whaingaroa (en) du hapū de Ngāti Ruamahue (en),.

## Loisirs
Les baies d’Ahipara et de Shipwreck sont réputées pour leurs spots de surf. La région a figuré dans le film de surf de 1966, The Endless Summer. La baie de Shipwreck a été considérée comme un des meilleurs lieux dans le monde pour le surf avec ses vagues se brisant à main gauche. Voir Aussi Surf en nouvelle-Zélande (en).
La ville de Ahipara est sur le sentier de randonnée Te Araroa (en).

## Éducation
L'école de Ahipara est une école mixte assurant tout le primaire (de la première à la huitième année), avec un indice de décile de 3 et un effectif de 241 élèves. Elle a été fondée en 1872 comme école de mission et a déménagé vers son site actuel en 1901.
Le centre pour la petite enfance de Ahipara Sandhoppers 35° 10′ 00″ S, 173° 09′ 00″ E fonctionne sur le terrain de l’école d’Ahipara School depuis au moins la fin des années 1990,. Ahipara Sandhoppers a été reconnue pour ses initiatives environnementales.

## Environnement
Ahipara a un certain nombre de groupes de protection de la côte, incluant le Ahipara Komiti Takutaimoana (pour l’utilisation satisfaisante présente et future et la protection des ressources alimentaires de la zone de Kaimoana) et l’Ahipara Community CoastCare (protection et restauration de l’environnement des dunes).